# Língua chilcontin
Chilcotin (também Tsilhqot’in, Tsilhqut’in, Tzilkotin) é uma língua Atabaskana setentronal falada pelo povo Tsilhqot’in da Colúmbia Britânica, no Canadá.

## Nome
O nome Chilcotin é o nome como os Chilcotin chamam a si próprios, Tŝilhqot’in (ts̠ˤʰᵊĩɬqʰotʼin), literalmente "povo do rio ocre rubro".

## Fonologia

### Consoantes
Chilcotin tem 47 sons consoantes:
|             |              | Bilabial | Dental | Dental      | Alveolar | Palatal | Velar | Velar       | Uvular | Uvular | Glotal |
| Central     | Lateral      | Bilabial | plana  | Labializada | Alveolar | Palatal | plana | Labializada |        |        | Glotal |
| ----------- | ------------ | -------- | ------ | ----------- | -------- | ------- | ----- | ----------- | ------ | ------ | ------ |
| Nasal       | Nasal        | m        | n̪      |             |          |         |       |             |        |        |        |
| Plosiva     | Não aspirada | p        | t̪      |             |          |         | k     | kʷ          | q      | qʷ     |        |
| Plosiva     | Aspirada     | pʰ       | t̪ʰ     |             |          |         | kʰ    | kʷʰ         | qʰ     | qʷʰ    |        |
| Plosiva     | ejetiva      |          | t̪ʼ     |             |          |         | kʼ    | kʼʷ         | qʼ     | qʼʷ    | ʔ      |
| Africada    | Aspírada     |          | ts̪     | tɬ          | ts̱ˤ      | tʃ      |       |             |        |        |        |
| Africada    | Não aspirada |          | ts̪ʰ    | tɬʰ         | ts̱ˤʰ     | tʃʰ     |       |             |        |        |        |
| Africada    | Ejetiva      |          | ts̪ʼ    | tɬʼ         | ts̱ˤʼ     | tʃʼ     |       |             |        |        |        |
| Continuante | surda        |          | s̪      | ɬ           | s̱ˤ       | ç       |       | xʷ          | χ      | χʷ     | h      |
| Continuante | sonora       |          | z̪      | l           | ẕˤ       | j       |       | w           | ʁ      | ʁʷ     |        |

- Como muitas das línguas atabascanas, o Chilcotin não contraa consoantes fricativas e aproximantes.
- A série alveolar é faringeada.
- Dentais e alveolares:
  - Tanto Krauss (1975) como Cook (1993) descrevem as dentais e alveolares como sendo essencialmente idênticas na articulação articulation—postdental— havendo somente o fator diferenciador os diferentes comportamentos no processo de planificação das vogais.
  - Gafos (1999, comunicação pessoal com) descreve as dentais como apico-laminal denti-alveolarese as alveolares como as lamino-postalveolares.

### Vogais
Chilcotin tem 6 sons vogais:
|             | Anterior    | Anterior    |             |             | Posterior   | Posterior |
| tensa-longa | solta-curta | tensa-longa | solta-curta | tensa-longa | solta-curta |           |
| ----------- | ----------- | ----------- | ----------- | ----------- | ----------- | --------- |
| Fechada     | i           | ɪ           |             |             | u           | ʊ         |
| Aberta      |             |             | æ           | ɛ           |             |           |

- Chilcotin tem tanto fonemas vogais tensos como “soltos”. Além disso, as vogais tensas podem se tornar se relaxadas (soltas) num processo de relaxamento.

- Toda vogal Chilcotin tem diferentes percepções fonéticas devido ao complexo processo fonológico (ex: nasalização, relaxamento, planificação);  Por exemplo, a vogal /i/ pode ser pronunciada de várias formas como [i, ĩ, ɪ, e, ᵊi, ᵊĩ, ᵊɪ].

### Tons
Chilcotin é um língua tonal com dois tons, alto e baixo.

## Amostra de texto
- Gunzun nexwanaghinyah Tsilhqot'in ch'ih yaghultɨg.

Traduzido para língua portuguesa, o texto quer dizer: "É bom você ter vindo, vamos falar Chilcotin !"